# 杜埃圣经
杜埃圣经，或杜埃-兰斯圣经（英語：Douay–Rheims Bible）'，是基督教圣经武加大译本的英文译本，由流亡西屬尼德蘭的英国天主教学者在杜埃英格兰学院完成翻译，1582年在法国兰斯出版新约部分，1609年至1610年由杜埃大学出版旧约部分。翻译工作由威廉·艾伦主持，格里高利·马丁负责具体翻译。杜埃圣经包含很多批驳新教“异端”的注释，其行文对《钦定版圣经》的翻译产生了影响，直到20世纪是罗马天主教会唯一认可的英文圣经。